# Georg II. (Waldeck-Pyrmont)

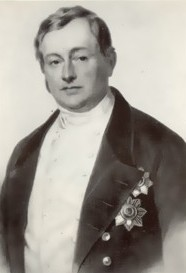
Fürst Georg II. von Waldeck-Pyrmont

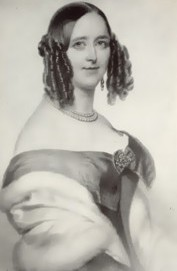
Emma von Anhalt-Bernburg-Schaumburg-Hoym

Georg II. Heinrich (* 20. September 1789 in Weil am Rhein; † 15. Mai 1845 in Arolsen) war von 1813 bis 1845 Fürst zu Waldeck und Pyrmont.

## Leben
Am 28. Januar 1814 erließ Fürst Georg Heinrich eine Verfassung, das Organisationsedikt Waldeck-Pyrmont. In dieser oktroyierten, d. h. ohne Mitwirkung der Stände oder des Volkes zustande gekommenen Verfassung, vollzog Fürst Georg die staatsrechtliche Vereinigung des Fürstentums Waldeck und der (seit 1807 als Fürstentum bezeichneten) Grafschaft Pyrmont.
Diese Regelung rief unter den Waldeckschen Ständen einen Sturm des Protestes hervor. Der Präsident der Landstände Carl Friedrich von Dalwigk war Wortführer der Opposition, die letztlich durchsetzte, dass Fürst Georg in der Konvention vom 3. Juli 1814 die erneute staatsrechtliche Trennung Waldecks und Pyrmonts bestätigen musste.

## Familie
Georg Heinrich war der Sohn und Nachfolger des Georg, Prinz zu Waldeck und Fürst zu Pyrmont. Damit gehörte er dem Haus Waldeck an. Georg Heinrich war verheiratet mit Prinzessin Emma von Anhalt-Bernburg-Schaumburg-Hoym (1802–1858).
Als Georg Heinrich 1845 starb, war sein Sohn und Nachfolger erst 14 Jahre alt. Seine Gattin Emma übernahm als Fürstin und Vormünderin die Regierung während seiner Unmündigkeit. Die Periode ihrer Regierung wurde als bedeutend gewertet. Ein in ihrer Regierungszeit 1847 als Vereinsmünze geprägter Doppeltaler trägt nach ihr den Namen „Dicke Emma“.
Ihre Kinder waren:
- Auguste Amalie Ida (1824–1893)

⚭ 1848 Fürst Alfred zu Stolberg-Stolberg (1820–1903)
- Josef Friedrich Heinrich (1825–1829)
- Hermine (1827–1910)

⚭ 1844 Fürst Adolf Georg zu Schaumburg-Lippe (1817–1893)
- Georg Viktor (1831–1893), Fürst zu Waldeck und Pyrmont

⚭ 1. 1853 Prinzessin Helene von Nassau (1831–1888)
⚭ 2. 1891 Prinzessin Luise von Schleswig-Holstein-Sonderburg-Glücksburg (1858–1936)
- Wolrad Melander (1833–1867)